# Любимец (община)
Вижте пояснителната страница за други значения на Любимец.
Община Любимец се намира в Южна България и е една от съставните общини на област Хасково.

## География

### Географско положение, граници, големина
Общината е разположена в югоизточната част на област Хасково. С площта си от 344,271 km2 заема 7-о място сред 11-те общини на областта, което съставлява 6,22% от територията на областта. Границите ѝ са следните:
- на запад и северозапад – община Харманли;
- на изток – община Свиленград;
- на югоизток – Република Гърция;
- на юг – община Ивайловград;
- на югозапад – община Маджарово.

### Природни ресурси

#### Релеф
Релефът на общината е равнинен, хълмист и ниско планински, като територията ѝ попада в крайните североизточни части на Източните Родопи, долината на река Марица и югозападните склонове на планината Сакар.
Североизточните части на общината се заемат крайните югозападни разклонения на планината Сакар, като на 3 km североизточно от село Оряхово се намира връх Узунбаба 427 m – най-високата точка на планината в пределите на общината.
Югозападно от нея, на протежение от около 10 – 12 km, от северозапад на югоизток и ширина между 2 и 5 km се простира долината на река Марица. В коритото на реката, югоизточно от град Любимец, на границата с община Свиленград се намира най-ниската точка на община Любимец 54 m н.в.
Западните и южни части на общината се заемат от крайните североизточни разклонения на Източните Родопи. Западно от град Любимец, по границата с община Харманли е разположено ниското възвишение Градище. На 3 km западно от село Белица се издига едноименният му връх с височина 367,6 m. В южната част на общината се простират източните, най-високи части на източнородопския рид Гората. Югозападно от село Малко градище, там където се събират границите на трите общини – Любимец, Харманли и Маджарово се намира най-високата точка на рида и на община Любимец – връх Света Марина 708,6 m, а по̀ на изток, на около 4 km северно от село Вълче поле – връх Шейновец 703,6 m, който по погрешка се смята за най-високата точка на рида Гората.
Южно от рида в пределите на община Любимец попада източната, по-висока част на Вълчеполската котловина с надморска височина между 150 и 200 m.

#### Води
От северозапад на югоизток, на протежение от около 10 – 12 km протича част от долното течение на река Марица. На територията на община Любимец в нея се вливат три по-големи притока – реките:
– Бисерска река (десен). Протича през общината с последните се 4 km и се влива в Марица северно от град Любимец;
– Бакърдере (ляв, 23 km). Тя извира под името Голямата река на 619 m н.в. в Сакар планина на 1,8 km североизточно от с. Черепово, община Харманли. Тече в южна посока в тясна, на места проломна долина (защитената местност „Бакърлия“). След село Йерусалимово долината ѝ се разширява и под името Йерусалимовска река се влива отляво в река Марица на 64 m н.в., на 1 km североизточно от град Любимец. Площта на водосборния ѝ басейн е 85 km2, което представлява 0,16% от водосборния басейн на Марица;
– Лозенска река (десен). Протича с цялото си течение през общината.
В най-южната част на община Любимец по границата с общините Ивайловград и Маджарово протича река Арда, като в този си участък е разположен големият язовир Ивайловград. В пределите на общината попада част от левия (северен) бряг на язовира.

### Населени места
Общината се състои от 10 населени места. Списък на населените места, подредени по азбучен ред, население и площ на землищата им:
| Населено място | Пребр. на населението през 2021 г. | Площ на землището (в км2) | Забележка (старо име) | Населено място | Пребр. на населението през 2021 г. | Площ на землището (в км2) | Забележка (старо име)           |
| Белица         | 247                                | 28,132                    |                       | Йерусалимово   | 106                                | 22,034                    | Хаджи кьой                      |
| Васково        | 87                                 | 16,273                    | Ишибеглии, Зафирово   | Лозен          | 393                                | 21,962                    | Диниклии                        |
| Вълче поле     | 152                                | 49,961                    | Куртолен, Вълчепол    | Любимец        | 6818                               | 57,374                    | Хебибчево                       |
| Георги Добрево | 270                                | 26,574                    | Бунаклии, Кирилово    | Малко градище  | 658                                | 50,475                    | Алван дере                      |
| Дъбовец        | 44                                 | 41,383                    | Хамзач                | Оряхово        | 165                                | 30,103                    | Саранлии                        |
|                |                                    |                           |                       | ОБЩО           | 8940                               | 344,271                   | няма населени места без землища |

## Административно-териториални промени
- Указ № 462/обн. 21.12.1906 г. – преименува с. Хаджи кьой на с. Йерусалимово;

– преименува с. Бунаклии на с. Кирилово;
– преименува с. Диниклии на с. Лозен;
– преименува с. Хебибчево на с. Любимец;
– преименува с. Алван дере на с. Малко градище;
– преименува с. Саранлии на с. Оряхово;
- МЗ № 2820/обн. 14.08.1934 г. – преименува с. Куртолен на с. Вълчепол;

– преименува с. Ишибеглии на с. Зафирово;
– преименува с. Хамзач на с. Дъбовец;
- МЗ № 1689/обн. 27.11.1937 г. – преименува с. Зафирово на с. Васково;
- МЗ № 2011/обн. 15.08.1947 г. – преименува с. Кирилово на с. Георги Добрево;
- Указ № 47/обн. 09.02.1951 г. – преименува с. Вълчепол на с. Вълче поле;
- Указ № 546/обн. 15.09.1964 г. – признава с. Любимец за с.гр.т. Любимец;
- Указ № 829/обн. 29.08.1969 г. – признава с.гр.т. Любимец за гр. Любимец.

## Население
Численост на населението според преброяванията през годините:
| Година на преброяване | Численост |
| 1934                  | 14 553    |
| 1946                  | 16 033    |
| 1956                  | 17 351    |
| 1965                  | 16 145    |
| 1975                  | 14 237    |
| 1985                  | 13 471    |
| 1992                  | 12 604    |
| 2001                  | 11 536    |
| 2011                  | 10 214    |
| 2021                  | 8940      |

### Етнически състав
Преброяване на населението през 2011 г.
Численост и дял на етническите групи според преброяването на населението през 2011 г., по населени места (подредени по численост на населението):
| Населено място | Численост | Численост | Численост | Численост | Численост | Численост           | Численост     | Населено място | Дял (в %) | Дял (в %) | Дял (в %) | Дял (в %) | Дял (в %)           | Дял (в %)     |
| Населено място | Общо      | Българи   | Турци     | Цигани    | Други     | Не се самоопределят | Не отговорили | Населено място | Българи   | Турци     | Цигани    | Други     | Не се самоопределят | Не отговорили |
| Общо           | 10 214    | 8 238     | 124       | 1 606     | 24        | 28                  | 194           | 100,00         | 80,65     | 1,21      | 15,72     | 0,23      | 0,27                | 15,72         |
| -------------- | --------- | --------- | --------- | --------- | --------- | ------------------- | ------------- | -------------- | --------- | --------- | --------- | --------- | ------------------- | ------------- |
| Любимец        | 7 654     | 6 096     | 24        | 1 322     | 18        | 21                  | 173           | Любимец        | 79,64     | 0,31      | 17,27     | 0,23      | 0,27                | 2,26          |
| Белица         | 324       | 319       |           | 0         |           |                     | 1             | Белица         | 98,45     |           | 0,00      |           |                     | 0,30          |
| Васково        | 94        | 26        | 0         | 58        |           |                     | 9             | Васково        | 27,65     | 0,00      | 61,70     |           |                     | 9,57          |
| Вълче поле     | 303       | 189       |           | 112       | 0         |                     | 0             | Вълче поле     | 62,37     |           | 36,96     | 0,00      |                     | 0,00          |
| Георги Добрево | 266       | 154       | 62        | 42        |           |                     | 6             | Георги Добрево | 57,89     | 23,30     | 15,78     |           |                     | 2,25          |
| Дъбовец        | 53        | 34        | 12        | 7         | 0         | 0                   | 0             | Дъбовец        | 64,15     | 22,64     | 13,20     | 0,00      | 0,00                | 0,00          |
| Йерусалимово   | 117       | 111       | 0         | 5         |           |                     | 0             | Йерусалимово   | 94,87     | 0,00      | 4,27      |           |                     | 0,00          |
| Лозен          | 454       | 448       | 0         | 0         |           |                     | 0             | Лозен          | 98,67     | 0,00      | 0,00      |           |                     | 0,00          |
| Малко градище  | 645       | 568       | 22        | 53        |           |                     | 1             | Малко градище  | 88,06     | 3,41      | 8,21      |           |                     | 0,15          |
| Оряхово        | 304       | 293       |           | 7         | 0         |                     | 4             | Оряхово        | 96,38     |           | 2,30      | 0,00      |                     | 1,31          |

### Вероизповедания
Численост и дял на населението по вероизповедание според преброяването на населението през 2011 г.:
|                     | Численост | Дял (в %) |
| Общо                | 10 214    | 100,00    |
| Православие         | 7 606     | 74,46     |
| Католицизъм         | 33        | 0,32      |
| Протестантство      | 44        | 0,43      |
| Ислям               | 75        | 0,73      |
| Друго               | 6         | 0,05      |
| Нямат               | 313       | 3,06      |
| Не се самоопределят | 238       | 2,33      |
| Непоказано          | 1 899     | 18,59     |

## Политика

### Общински съвет
Състав на общинския съвет, избиран на местните избори през годините:
| Партия, коалиция или инициативен комитет | 2003    | 2007    | 2011    | 2015    | 2019    |
| Избирателна активност по време на изборите | 42,34 % | 69,74 % | 62,10 % | 62,01 % | 58,17 % |
| Общ брой места | 17      | 17      | 17      | 17      | 13      |
| --- | ------- | ------- | ------- | ------- | ------- |
| ГЕРБ |         | 2       | 9       | 12      | 11      |
| БСП за България |         |         |         |         | 2       |
| Коалиция „За Любимец“ |         |         |         | 5       |         |
| Коалиция „Българска социалистическа партия – Политически клуб „Тракия““ |         |         | 6       |         |         |
| „Коалиция за силна община Любимец“ (Земеделски съюз „Александър Стамболийски“, ВМРО – НИЕ)                                                                                         |         |         | 2       |         |         |
| Коалиция „БСП, ПД „Социалдемократи“, ПК „Тракия““ (Българска социалистическа партия, Политическо движение „Социалдемократи“, Политически клуб „Тракия“)                            | 9       | 7       |         |         |         |
| Коалиция „НДСВ, СДС, Земеделски народен съюз, ДСБ“ (Национално движение за стабилност и възход, Съюз на демократичните сили, Земеделски народен съюз, Демократи за силна България) |         | 3       |         |         |         |
| Движение за права и свободи | 1       | 2       |         |         |         |
| Обединение на българските националисти „Целокупна България“ |         | 2       |         |         |         |
| Атака |         | 1       |         |         |         |
| Партия на българските жени | 2       |         |         |         |         |
| Българският земеделски народен съюз – Никола Петков | 1       |         |         |         |         |
| Български земеделски народен съюз - Народен съюз | 1       |         |         |         |         |
| Национално движение за стабилност и възход | 1       |         |         |         |         |

## Транспорт
През средата на общината, от северозапад на югоизток, по долината на река Марица, на протежение от 12,8 km преминава участък от трасето на жп линията София – Пловдив – Свиленград.
През общината преминават частично 5 пътя от републиканската пътна мрежа на България с обща дължина 74 km:
- участък от 7,6 km от автомагистрала Марица (от km 86 до km 93,6);
- участък от 13,1 km от републикански път I-8 (от km 347,9 до km 361,0);
- участък от 10,4 km от републикански път III-505 (от km 46,3 до km 56,7);
- последният участък от 33,9 km от републикански път III-597 (от km 24,2 до km 58,1);
- началният участък от 9 km от републикански път III-809 (от km 0 до km 9,0).

## Топографска карта
- Лист от карта K-35-76. Мащаб: 1 : 100 000.
- Лист от карта K-35-77. Мащаб: 1 : 100 000.
- Лист от карта K-35-88. Мащаб: 1 : 100 000.
- Лист от карта K-35-89. Мащаб: 1 : 100 000.